# إميت جي. سوليفان
إميت جي. سوليفان (بالإنجليزية: Emmet G. Sullivan) هو محامي وقاضي أمريكي، ولد في 4 يونيو 1947 في واشنطن العاصمة في الولايات المتحدة.